# Herrarnas scullerfyra i rodd vid olympiska sommarspelen 1992
Herrarnas scullerfyra i rodd vid olympiska sommarspelen 1992 avgjordes mellan den 28 juli och 2 augusti 1992.

## Medaljörer
| Gren        | Guld                                                                  | Silver                                                       | Brons                                                                        |
| Scullerfyra | Tyskland Andreas Hajek Michael Steinbach Stephan Volkert André Willms | Norge Kjetil Undset Per Sætersdal Lars Bjønness Rolf Thorsen | Italien Alessandro Corona Gianluca Farina Rossano Galtarossa Filippo Soffici |

## Resultat

### A-final
| Placering | Roddare                                                                    | Land          | Tid     |
| --------- | -------------------------------------------------------------------------- | ------------- | ------- |
| 1         | Andreas Hajek, Michael Steinbach, Stephan Volkert och André Willms         | Tyskland      | 5:45,17 |
| 2         | Kjetil Undset, Per Sætersdal, Lars Bjønness och Rolf Thorsen               | Norge         | 5:47,09 |
| 3         | Alessandro Corona, Gianluca Farina, Rossano Galtarossa och Filippo Soffici | Italien       | 5:47,33 |
| 4         | Ueli Bodenmann, Alexander Ruckstuhl, Beat Schwerzmann och Marc-Sven Nater  | Schweiz       | 5:47,39 |
| 5         | Hans Keldermann, Ronald Florijn, Koos Maasdijk och Rutger Arisz            | Nederländerna | 5:48,92 |
| 6         | Fiorenzo Di Giovanni, Fabrice LeClerc, Yves Lamarque och Samuel Barathay   | Frankrike     | 5:54,80 |